# 弗朗齐歇克·霍尼奥克
弗朗齐歇克·霍尼奥克（Franciszek Honiok，1896年—1939年8月31日）是一位波兰人，在1939年8月31日夜间被德方杀害，他是第二次世界大战歐洲戰場的首位遇难者。
德方制造了格萊維茨事件，作为入侵波兰的借口；事件造成数人死亡，其中就包括霍尼奥克。

## 生平
霍尼奥克自称是西里西亞人，也是个信仰天主教的农民，在格萊維茨事件发生时43岁，未婚，以贩卖农具为生。他曾随波兰一方参加1921年西里西亚起义。短暂居住在波兰境内后，他于1925年返回德国，不過德国当局想要将他遣返回波兰，但是他不願意。他把这事一直闹到了位於日内瓦的國際聯盟总部，最终达到了留在德國的目的。

## 逮捕
由於霍尼奥克曾参与过多场西里西亚地方反德起义，1939年8月30日，党卫队在波洛姆逮捕了霍尼奥克。被捕后，他被警方短暂拘禁于比托姆的警察营房。
德方在袭击格利维采前为了让霍尼奥克平静下来而给他注射了药物。他接着在半昏迷状态下被拖进广播电台，于8月31日夜间头部中枪死亡。德方聲稱霍尼奥克是波方发动的袭击行動中的一員。
1939年9月1日清晨，德军以波蘭襲擊德國為由入侵波兰，波蘭戰役爆发。因此，有些人将被党卫队殺死的霍尼奥克视作第二次世界大战歐洲戰場的首名遇难者。霍尼奥克的尸体下落不明，也没人为他设立纪念碑或牌匾。